# Maluti a Phofung
Maluti a Phofung (officieel Maluti-A-Phofung Local Municipality) is een gemeente, opgericht op 5 december 2000, in het Zuid-Afrikaanse district Thabo Mofutsanyana.
Maluti a Phofung ligt in de provincie Vrijstaat en telt 335.784 inwoners. Het gemeentebestuur is in Phuthaditjhaba gevestigd.

## Hoofdplaatsen
Het nationaal instituut voor de statistiek, Stats SA, deelt sinds de census 2011 deze gemeente in in 71 zogenaamde hoofdplaatsen (main place):
Boiketlo • Bolata • Botjhabelo • Dinkweng • Dithotaneng • Glen Lenie • Ha-Rankopane • Harrismith • Ha-Sethunya • Ha-Taudi • Jwala Boholo • Kestell • Kgibiditing • Kudumane • Lejwaneng • Letshalemaduke • Mabolela • Mafikeng • Makeneng • Makgemeng • Makhalaneng • Makwane • Maluti A Phofung NU • Mangaung • Mantsubise • Marabeng • Marakong • Masaleng • Masianokeng • Matshaneng • Matshidiso • Matsieng • Matsikeng • Matsopaneng • Mmakong • Moeding • Mokabatane • Monontsha • Mphatlalatsane • Naledi • Namahadi • Ntshehele • Paballong • Phahameng • Phamong • Phuthaditjhaba • Pitseng • Poelong • Qholaqhwe • Qoqolosing • Sebokeng • Sedibeng • Sejwalejwale • Sekgutlong • Setaseng • Setlabotjha • Slovo Park • Sobea • Tebang • Thaba Bosiu • Thaba Tshweu • Thaba Tsoana • Thabang • Thajaneng • Theosane • Thibela • Tlholong • Toropong • Tseki • Tshiame • Tshirela.